# Faragó Pál

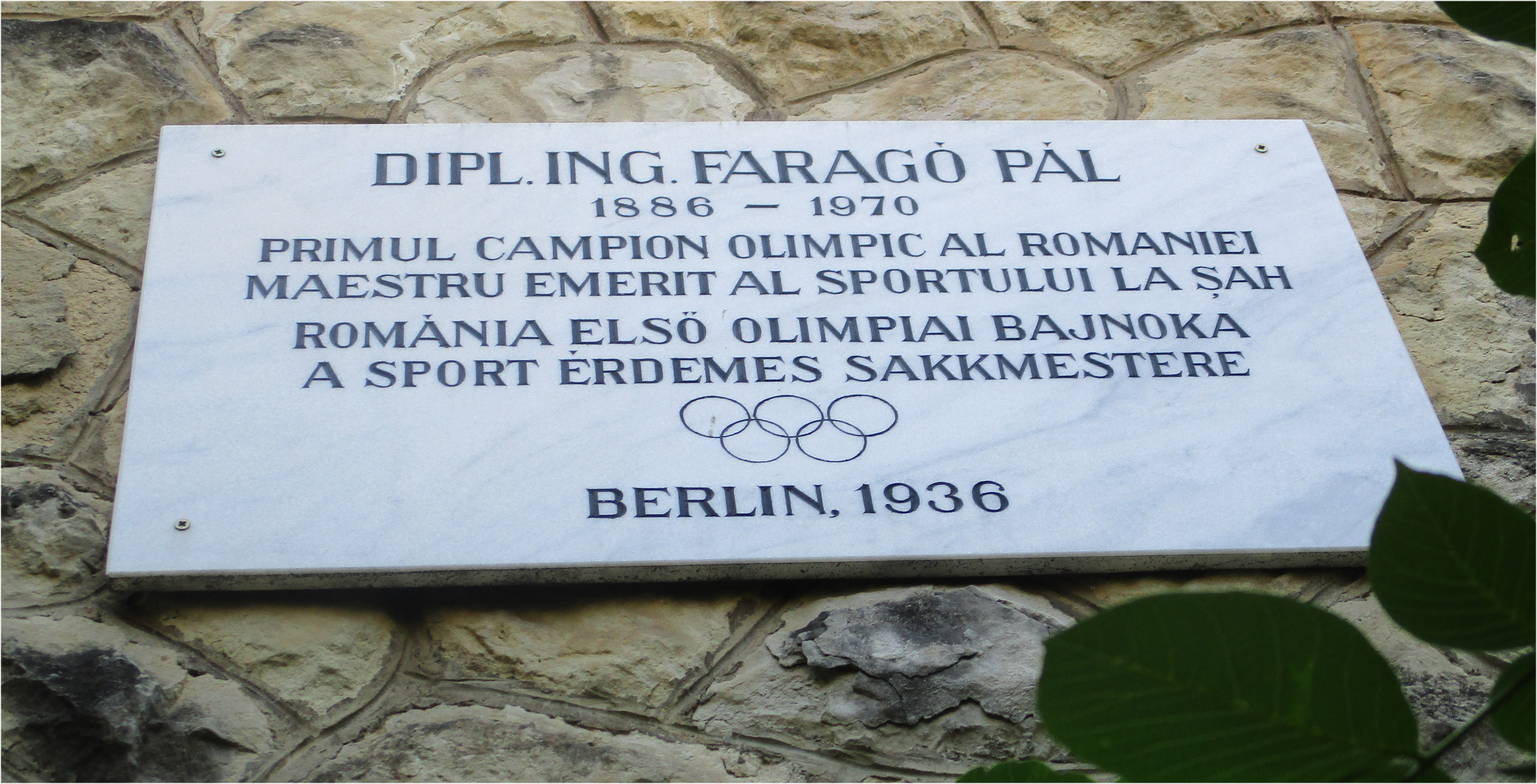
Emléktábla egykori házán (Kolozsvár, Brassó utca – Zrínyi utca sarkán)

Faragó Pál (Pereg, 1886. április 4. – Kolozsvár, 1969. december 1.) sakkfeladványszerző nemzetközi mester, az 1936. évi sakkvégjáték olimpiai bajnoka.

## Élete
Iskoláit Dömsödön, Kunszentmiklóson végezte, majd Kecskeméten a piarista kollégiumban érettségizett 1903-ban. A budapesti műegyetem általános mérnöki karának elvégzése után 1907-ben az ország legfiatalabb mérnökeként előbb a Balaton vidéki vasút-építkezésnél dolgozott, aztán a Cserna vízének szabályozását vezette. Az 1910-es évek elején Aradra került, ahol az állami jószágigazgatóság munkatársa lett, végül ugyanennek az intézménynek a kolozsvári hivatalában vezető mérnökké nevezték ki.
Az első világháborúban orosz fogságba esett. Miután a fogságból hazatért, háromszögelő mérnökként Romániában (előbb Kolozsváron, majd Bukarestben) kapott feladatokat, és a geodéziai munkálatok műszaki vezetője lett. Az ő közreműködésével mérték fel Dobrudzsát.
Sírja a Házsongárdi temetőben található.

## Sakkozói pályafutása
|    | |    |    |    |    |    |    |
|    | \| \| \| \| \| \| \| \| \| \| \| \| \| \| \| \| \| \| \| \| \| \| \| \| \| \| \| \| \| \| \| \| \| \| \| \| \| \| \| \| \| \| \| \| \| \| \| \| \| \| \| \| \| \| \| \| \| \| \| \| \| \| \| \| \| \| \| \| \| \| \| \| |    |    |    |    |    |    |
|    | |    |    |    |    |    |    |
| a8 | b8 | c8 | d8 | e8 | f8 | g8 | h8 |
| a7 | b7 | c7 | d7 | e7 | f7 | g7 | h7 |
| a6 | b6 | c6 | d6 | e6 | f6 | g6 | h6 |
| a5 | b5 | c5 | d5 | e5 | f5 | g5 | h5 |
| a4 | b4 | c4 | d4 | e4 | f4 | g4 | h4 |
| a3 | b3 | c3 | d3 | e3 | f3 | g3 | h3 |
| a2 | b2 | c2 | d2 | e2 | f2 | g2 | h2 |
| a1 | b1 | c1 | d1 | e1 | f1 | g1 | h1 |

| a8 | b8 | c8 | d8 | e8 | f8 | g8 | h8 |
| a7 | b7 | c7 | d7 | e7 | f7 | g7 | h7 |
| a6 | b6 | c6 | d6 | e6 | f6 | g6 | h6 |
| a5 | b5 | c5 | d5 | e5 | f5 | g5 | h5 |
| a4 | b4 | c4 | d4 | e4 | f4 | g4 | h4 |
| a3 | b3 | c3 | d3 | e3 | f3 | g3 | h3 |
| a2 | b2 | c2 | d2 | e2 | f2 | g2 | h2 |
| a1 | b1 | c1 | d1 | e1 | f1 | g1 | h1 |

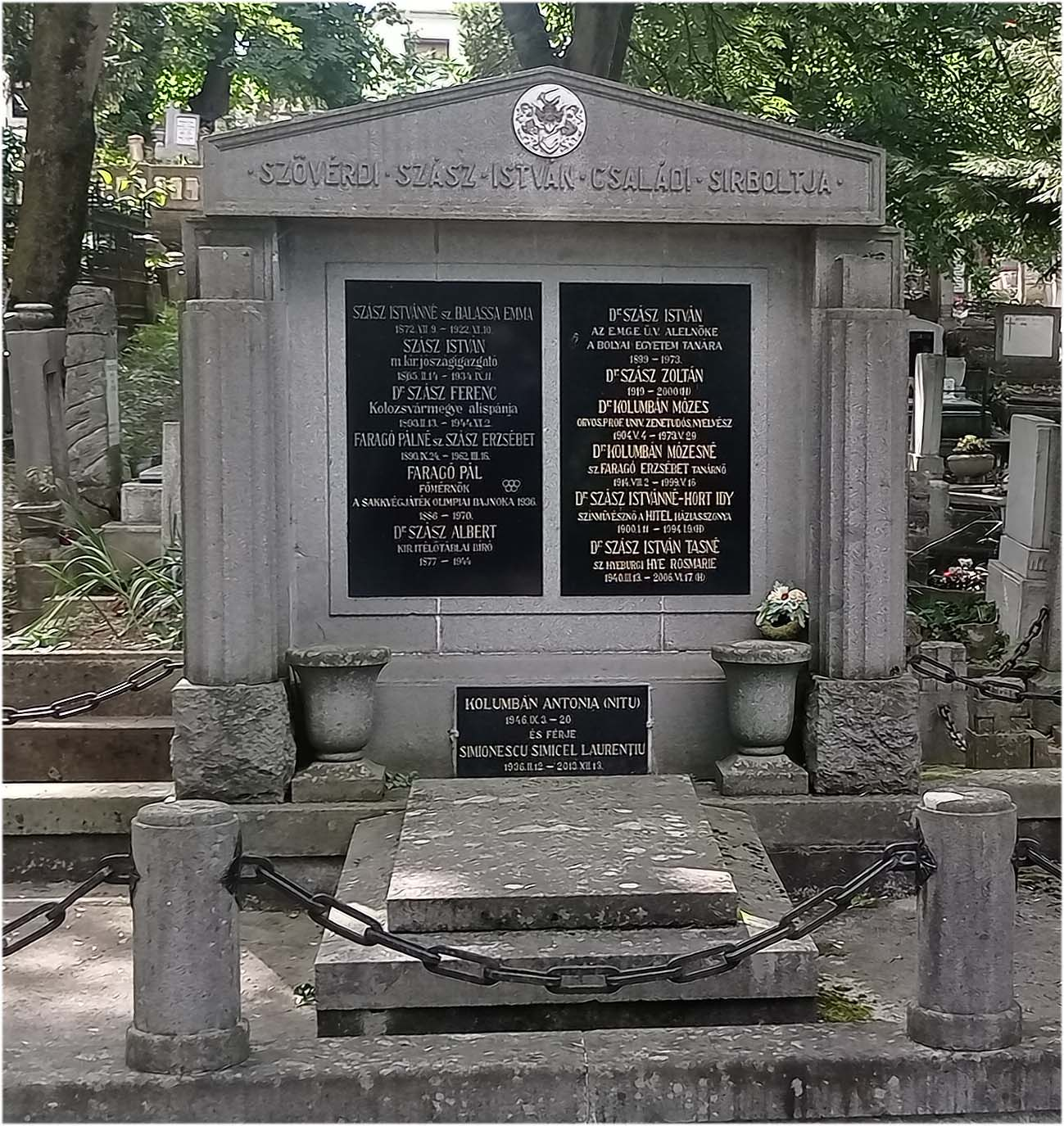
Sírja a Házsongárdi temető lutheránus részében

A sakkjáték alapjait 10 éves korában tanulta meg, de 1899-ben már megjelent első önálló sakkfeladványa a Pesti Napló sakkrovatában.
Mint sakkzárófeladványok szerzője nemzetközi szinten vált ismeretessé. Feladványait német, angol, francia és orosz szaklapok is közölték. A Revista Română de Șah és a Magyar Sakkvilág munkatársa. Az 1936. évi müncheni sakkolimpián aranyérmet, 1952-ben a helsinki olimpián bronzérmet nyert. 1955-ben nagymesteri, 1961-ben érdemes sportmesteri címmel tüntették ki.
1943-tól a lap 1950-es megszűnéséig a Magyar Sakkvilág végjáték rovatának vezetője. Hasonló feladatot látott el a román szaklapban másfél évtizeden keresztül.
Publikált tanulmányainak száma 300 körül van, közülük 50 nyert kitüntetést, 47 feladványát díjazták nemzetközi (köztük Finnországban, Hollandiában és Argentínában rendezett) versenyeken, közülük 14 első díjat kapott. Új gondolatok a művészi sakkban c. kötete az Ifjúsági Könyvkiadó gondozásában jelent meg magyar és román nyelven (1958). Jellegükben és tartalmukban is valóban rejtélyes mélységű, már-már a megoldhatatlanság határán mozgó műveket alkotott. Az 1944-ben közölt Labirintus című tanulmányának csak 10 év múltán akadt egyetlen helyes megfejtője.
Legtöbbször közölt, legalább két tucatnyi folyóiratban és könyvben megtalálható műve egy mindössze 5 bábos miniatűr (Kh8, a5, h4 — Ka7, g4), amely döntetlen követelményével és az 1. a6! kulcslépéssel a szerző egyik kedvenc témakörét kristálytisztán szemlélteti. (A téma: „káros bábok a vezér és a bemenő gyalog harcában” címmel nagyobb értekezés keretében az 1953-as szovjet évkönyvben került publikálásra.)